# Thomas Ehmke

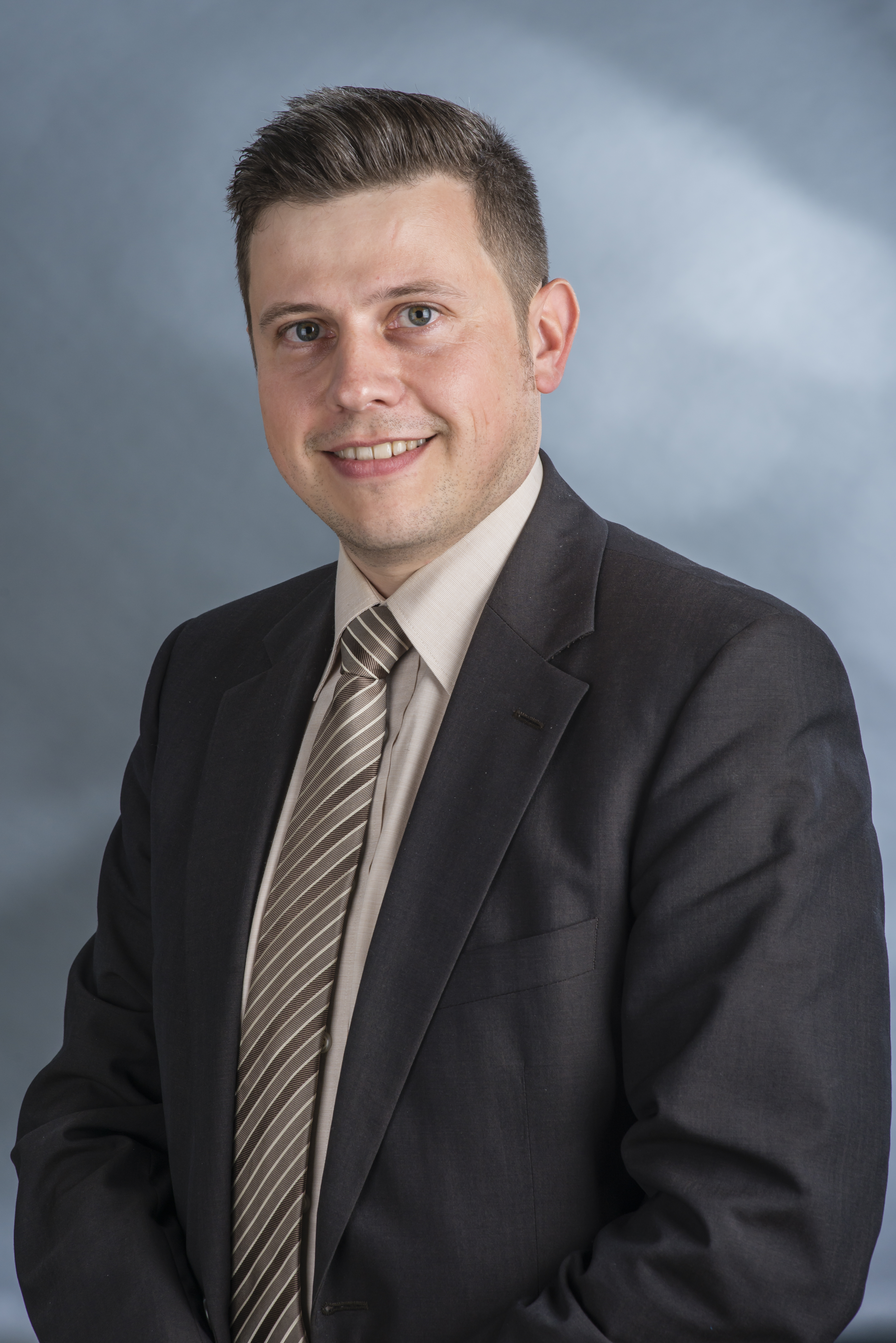
Thomas Ehmke 2015

Thomas Ehmke (* 2. November 1978 in Bremen) ist ein deutscher Landespolitiker (SPD) und ehemaliges Mitglied der Bremischen Bürgerschaft. Seit dem 15. August 2019 ist er Chef der Senatskanzlei Bremen.

## Biografie

### Familie, Ausbildung und Beruf
Ehmke ist verheiratet und hat zwei Kinder.
Während seiner Schulzeit war er zwischen 1995 und 1998 Vorstandsmitglied in der Gesamtschülervertretung (GSV) in Bremen. Nach dem Abitur studierte er Rechtswissenschaften an der Universität Bremen und absolvierte danach sein Referendariat. Im Jahr 2011 schloss er seine Ausbildung mit dem Zweiten Staatsexamen ab.
In den Jahren 2011 bis 2014 war er Leiter des Senatorenbüros und Pressesprecher des Justizsenators Martin Günthner (SPD). Vom 1. Dezember 2014 bis zum 15. August 2019 war er als Nachfolger von Holger Münch Staatsrat beim Senator für Inneres, Ulrich Mäurer (SPD). Seit dem 15. August 2019 ist er Chef der Senatskanzlei.

### Politik
Ehmke ist seit dem Jahr 1995 Mitglied der SPD. Er war bei den Jusos von 1996 bis 1998 Mitglied im Unterbezirks- und Landesvorstand, 1998 bis 2001 Vorsitzender im Jusos Unterbezirk Bremen-Stadt und von 2001 bis 2006 Juso-Landesvorsitzender in Bremen. In den Jahren 1998 bis 2002 war er Mitglied im Landesvorstand der SPD, von 2006 bis 2010 stellvertretender Landesvorsitzender der SPD Bremen.
Von 1999 bis 2011 war er mit Unterbrechungen Mitglied der Bremischen Bürgerschaft.
Er Mitglied in den Ausschüssen für Wissenschaft und Forschung, für Erleichterung der Volksgesetzgebung und Weiterentwicklung des Wahlrechtes, für Landesjugendhilfe, im Rechtsausschuss, in der Parlamentarischen Kontrollkommission, im Verfassungs- und Geschäftsordnungsausschuss, in nichtständigen Ausschüssen gemäß Artikel 125 der Landesverfassung und im Wahlprüfungsgericht sowie von 2003 bis 2011 in der Deputation für Inneres. Ab 2009 war er innenpolitischer Sprecher der SPD-Fraktion.
Ehmke galt im Landesvorstand der SPD als linkes Gegengewicht zum SPD-Landesvorsitzenden, dem Bremerhavener Bundestagsabgeordneten und früheren Hafensenator Uwe Beckmeyer und als Vertrauter der früheren Bürgermeister Carsten Sieling und Jens Böhrnsen.
Nach den Bürgerschaftswahlen 2007 trat er als offensiver Befürworter einer rot-grünen Koalition auf. Bereits nach der Wahl 2003 hatte er sich öffentlich für eine Rot-Grün ausgesprochen. Aus seiner Ablehnung der Großen Koalition aus SPD und CDU in der Bürgerschaft, die seit 1995 gemeinsam regierte, machte er nie einen Hehl. Dennoch stimmte er immer der Koalitionsräson gemäß ab. Obwohl er sich vielfach öffentlich gegen bestimmte Koalitionsprojekte, etwa die auf Druck der CDU eingeführten Studienkonten, aussprach, stimmte er im Parlament stets dafür, was ihm im Lager der als links geltenden Bremer Jusos den Ruf eines Karrieristen einbrachte und zum Bruch mit alten Juso-Verbündeten führte.

### Weitere Mitgliedschaften
- Ehmke ist Mitglied der Gewerkschaft verdi, der Arbeiterwohlfahrt (AWO) und der Sozialistischen Jugend Deutschlands – Die Falken.
- Er war als Staatsrat Mitglied in dem Aufsichtsgremium von Immobilien Bremen.